# Rabinovits József
Rabinovits József (gyakran Rabinovics, Odessza, 1884. november 21. – Szovjetunió, 1940. szeptember 30.) aranyműves, közíró, nyomdász, pénztári tisztviselő, kommunista politikus, a KMP alapító tagja, Kellner Sándor sógora. 1940-ben a sztálini tisztogatások áldozata lett.

## Élete
Az odesszai zsidó közösségből gyermekkorában szüleivel együtt Magyarországra költözött. 1901-ben belépett az órások és aranyművesek szakszervezetébe, és tagja lett az MSZDP-nek. 1906-tól szakszervezetének titkáraként, 1911-től pedig a szervezet alelnökeként működött. Az első világháborúban 1914 októberében orosz hadifogságba esett, s részt vett a magyar hadifoglyok szervezkedésében, előbb Csitában majd Omszkban, s Tomszkban. 1917-ben az OK(b)P tagja lett, majd 1918-ban a Külföldi Proletárok Nemzetközi Szociáldemokrata Pártjának (Omszk) titkára volt. Ez év áprilisában az omszki hadifogoly-szervezet küldötte volt a hadifoglyok moszkvai kongresszusán. Nyáron a szaratovi internacionalista hadifoglyok katonai, illetve politikai szervezeteit vezette. Novemberben hazatért, s 1918. november 24-én részt vett a KMP megalapításáról döntő, Kelen József lakásán tartott ülésen, és a KMP első Központi Bizottságának titkára lett. 1919. február 20-án, mint a kommunista párt vezetőségének tagját letartóztatták. március 21-én egyik aláírója volt a két párt egyesülését és a proletárdiktatúrát kikiáltó nyilatkozatnak. A Magyarországi Tanácsköztársaság alatt az egyesült párt (Magyarországi Szocialista Párt) titkára, júniustól belügyi népbiztoshelyettes volt. Tagja volt továbbá a Budapesti Központi Forradalmi Munkás- és Katonatanácsnak, illetve a Szövetséges Központi Intéző Bizottságnak is. A kommün bukása után, 15 év fegyházra ítélték. 1922-ben a szovjet–magyar fogolycsere-akció során Szovjet-Oroszországba került, ahol csakúgy, mint Somló Dezső, a Vörös Szakszervezeti Internacionáléban dolgozott. Később a Nemzetközi Vörös Segély szervezetében munkálkodott.
1938-ban letartóztatták. Erről lánya egy interjúban így nyilatkozott: 

- Édesapját 1938-ban internálták. Mi volt a vád ellene?

- Kémgyanús elemnek minősült. Kérdeztem is: ha gyanús, miért kapott 8 évet? Azért, mondták, mert ha valóban az lenne, akkor kivégezték volna.
1940-ben a sztálini önkény áldozata lett.

## Családja
Rabinovits Mór és Rabinovits Hermina fia. 1919. március 30-án Budapesten, az Erzsébetvárosban házasságot kötött Szegedin Eugéniával, Szegedin Lipót és Schönfeld Hermin lányával. Lánya, Barta Istvánné több évtizeden át Kádár János tolmácsa volt.

## Művei
- Az orosz forradalom (röpirat, Budapest, 1919)[6]
- Hogyan alakult meg a Forradalmi Kormányzótanács? In: Kun Béla a kortársak szemével. Szerk.: Petrák Katalin. Budapest, 1969.